# 헤라이촌
헤라이촌(戸来村)은 아오모리현 산노헤군에 놓여졌던 촌이다. 현재는 헤라이라는 오이자를 주소지로 사용되고 있다.